# Kaliña en Lokono Inheemsen Beneden Marowijne
De Kaliña en Lokono Inheemsen Beneden Marowijne (KLIM) is een Surinaamse pressiegroep die inheems-Surinaamse belangen nastreeft van de Kaliña (ook wel Karaïben) en Lokono (ook wel Arowakken). De KLIM streeft onder meer naar de erkenning van de grondenrechten van de inheemsen.
Een prominent vertegenwoordiger van de KLIM is Louis Biswane. Voor de erkenning van de biodiversiteit in de leefgebieden bezocht hij meermaals internationale conferenties. In 2013 stelde hij zich tot doel om in de volgende vijftien jaar te willen streven naar meer inheems kader. Ramses Kajoeramari, toenmalig lid in De Nationale Assemblée, had al aangegeven dat de gewenste bijdrage van inheemsen aan de nationale ontwikkeling alleen mogelijk zou zijn wanneer inheemse Surinamers vertegenwoordigd zouden zijn in de besluitvorming van Suriname.